# Королівство Міддаг
Королівство Міддаг (Chinese: 米達赫王國; pinyin: Mǐdáhè Wángguó; Wade–Giles: Mi³-Ta²-Hê⁴ Wang²-kuo²), також відоме як Королівство Даду (Chinese: 大肚王國; pinyin: Dàdù Wángguó; Wade–Giles: Ta⁴-tu⁴ Wang²-kuo²) — надплемінний союз, розташований на центрально-західних рівнинах Тайваню в XVII столітті. Це державне утворення було засноване тайванськими корінними народами папора, бабуза, пазех і хоанья. Воно складалося з 27 поселень, що займали західну частину сучасного повіту Тайчжун і північну частину сучасного повіту Чжанхуа. Переживши правління європейських колоністів і Королівства Туннінг, тубільні народи, які раніше складали Міддаг, зрештою у XVIII столітті були підкорені правлінню імперії Цін.

## Назви
Королівство Міддаг — це західна назва політичного утворення. На Тайвані воно відоме як Королівство Даду (Chinese: 大肚王國; pinyin: Dàdù Wángguó; Wade–Giles: Ta-tu Wang-kuo; Pe̍h-ōe-jī: Tōa-tō͘ Ông-kok), Даду — це сучасна назва історичної столиці Міддаг.
Лідер XVII століття Камачат Асламі був відомий у Хокло як Куата Онг ((Pe̍h-ōe-jī: Khoa-ta Ông), а іноді голландською як Keizer van Middag (це означає «Імператор полудня» голландською, «міддаг» — це голландське слово для позначення дня). Найпоширенішим ім'ям тубільців було Леліан («Король-Сонце»).

## Історія
Королівство вперше вступило в контакт із Заходом після того, як у 1624 році голландська Ост-Індська компанія заснувала свій уряд Формози. Девід Райт, шотландський агент Компанії, який жив на острові в 1640-х роках, перерахувуючи 11 «ширів або провінцій», згадав і Міддаг, рівнинний регіон, описаний таким чином:
«Третє володіння належить королю Міддагу і лежить на північний схід від Таюана, на південь від річки Патієнта. Цьому князю підкоряються сімнадцять міст, найбільше з яких називається Міддаг, що також є його головною резиденцією і місцем проживання. Сада, Беодор, Деродонесель і Гоема — ще чотири його видатні міста, причому останнє з них — гарне місце, розташоване на рівнині за п'ять миль від Патієнії, а інші — на пагорбах. Колись цар Міддагу мав під своєю владою двадцять сім міст, але десять з них скинули з себе ярмо. Він не утримує великої держави і має лише одного-двох наближених, які супроводжують його, коли він виїжджає за кордон. Він ніколи не дозволяв християнам жити у своїх володіннях, дозволяючи їм лише подорожувати через них».

Приблизне розташування Королівства Міддаг.

Після того, як у 1642 році голландці завоювали іспанську колонію на півночі Тайваню, вони прагнули встановити контроль над західними рівнинами між новими володіннями та їх базою в Тайюані (сучасний Тайнань). Після короткої, але руйнівної кампанії, в 1645 році Пітер Бун зміг підкорити племена в цій області. Камачат Асламі, правитель Міддагу, отримав тростину як символ свого місцевого правління під голландською опікою. Між 1646 і 1650 роками Компанія розділила свої землі на шість частин і здала їх в оренду китайським фермерам. У цей період Камачат Асламі помер, і його змінив його племінник Камачат Малое, але його наступник ніколи не називався Квата Онг.
У 1662 році лояльний династії Мін Коксінґа та його послідовники обложили голландський форпост і зрештою заснували Королівство Туннінг. За умовами капітуляції, Коксінґа взяв в управління всі голландські території. Королівство Туннінг інтенсивно використовувало ці землі, щоб прогодувати свою величезну армію. Це призвело до низки жорстоко придушених повстань корінного населення та поступового ослаблення Міддагу.

### Правління Цін
Після успішної військової кампанії Династії Мін, яка завершилась капітуляцією Королівства Туннінг, було відновлено транспортне сполучення між Тайванем і материковим Китаєм. Відновилася імміграція на острів етнічних китайців, хоча офіційна влада Китаю накладала указами обмеження і заборони. Аборигени зіткнулися з ще більшим тиском китайців, населення яких збільшувалось експоненційно, та які прагнули «відкрити» на острові більше сільськогосподарських угідь.
Через відсутність історичних записів і археологічних свідчень неможливо встановити фактичне походження та розвиток королівства. За розповідями Хуан Шуцзіна, урядовця Династії Цін, якого направили на Тайвань на початку XVIIІ століття, на той час у районі Даду існувало надплемінне керівництво. Однак під час правління імператора Іньчжень пізніше в тому ж столітті населення традиційних територій Міддаг піднялося проти важкої праці, нав'язаної владою Династії Цін, і у 1732 році, через рік після початку повстання, було жорстоко придушено імператорськими військами і спільнотами корінних громад. Після того, як ця смута закінчилася, на центрально-західних рівнинах острова, очевидно, перестало існувати надплемінне керівництво. Після цього нащадки Міддага або влилися в китайську більшість через змішані шлюби, або мігрували до сучасного Пулі, містечка, оточеного високими горами в центральному Тайвані.